# Епархия Кирены
Епа́рхия Кире́ны (лат. Dioecesis Cyrenensis) — титулярная епархия Римско-Католической церкви с 1446 года. C 1983 года епархия является вакантной.

## История
Античный город Кирена, который сегодня идентифицируется в руинами Qrennah, находящимися сегодня возле современного ливийского города Кирена, находился в провинции Libia Pentapolitana Римской империи (исторический район Киренаика) и являлся в первые века христианства местом одноимённой епархии, культурным и экономическим центром Римской империи.
В первые века христианства епархия Кирены входила Александрийский патриархат.
В Евангелии упоминается Симон Кирениянин, помогавший нести Иисусу Христу крест. В Деяниях апостолов говорится о верующих из Кирены, которые присутствовали при Сошествии Святого Духа (Деян. 2,10). Согласно Святому Преданию святой апостол Марк происходил из Кирены. Апостол Марк обратил в христианство многих своих соотечественников ещё образования христианской общины в Александрии. Вернувшись в Кирену, апостол Марк рукоположил первого епископа Кирены святого Луция, который был замучен в Александрии 25 апреля 68 года. Луций упоминается в Деяниях апостолов как учитель Антиохийской церкви (Деян. 13,1). Имена последующих епископов Кирены до начала IV века неизвестны. После святого Луция в Римском мартирологе упоминается епископ святой Феодор, который погиб в эпоху гонений при императоре Диоклетиане мученической смертью в 309 году. 26 марта 319 года в Кирене вместе с дьяконом Иринеем и чтецом Лектором принял мученическую смерть епископ Феодор. Другой известной мученицей из Кирены была святая Кирилла.
В начале V века Киренаика была завоёвана вандалами, которые были арианами. В конце IV — начале V века в Кирене проживал христианский богослов, философ-неоплатоник, представитель Александрийской школы неоплатонизма Синезий, который в 397 году он был избран главой посольства в Константинополь к императору Аркадию с миссией о снижении налогов в Кирене и о защите её от кочевых племен.
В VII веке после нашествия мусульман епархия Кирены пришла в упадок и постепенно прекратила своё существование. В 643 году город был оставлен жителями. В настоящее время развалины античной Кирены являются памятником Всемирного наследия.
C 1446 года епархия Кирены является титулярной епархией Римско-Католической церкви. C 1983 года епархия является вакантной.

## Епископы Кирены
- святой Луций (I век);
- Василид (ок 260 года)[1][2]
- Феодор (упоминается в 302 году и в 319 году);
- Филон (Филий) I Старший (упоминается в 365/6 году)[3];
- Филон II Младший (кон. IV — нач. V в.);
- Руф(ий) (упоминается в 449 году), участник Второго Эфесского собора;
- Мина (VI век);
- Леонтий (упоминается в 600 году).

## Титулярные епископы
| - епископ Зигфрид Пискатор (7.03.1446 — 16.10.1473); - епископ Дионисий (15.05.1474 — 13.10.1475); - епископ Маттиас Эмих 16.08.1476 — 24.05.1480); - епископ Гейнрих Ункель (1481 — 22.01.1482); - епископ Йоганн Шпендер (4.11.1482 — 5.12.1503); - епископ Теодор Вахваель (2.08.1504 — 3.03.1519); - епископ Жан Буржуа (1506 — ?); - епископ Квирин Оп дем Вельд фон Виллих (25.10.1521 — 9.11.1537); - епископ Бальтазар де Гередия (11.02.1536 — 6.07.1541) — назначен епископом Босы; - епископ Йоганн Нопель (29.10.1539 — 6.07.1556); - епископ Педро Гау (15.03.1542 — 1548); - епископ Хуан Пуньет (25.10.1549 — ?); - епископ Йоганн Пеннариус (6.10.1557 — 11.09.1563); - епископ Теобальд Крашель (5.05.1574 — 31.07.1587); - епископ Лаврентий Фабрициус (23.03.1588 — 22.07.1600); - епископ Йоганн Нопель (10.09.1601 — 6.01.1605); - епископ Теодор Рифан (30.08.1606 — 14.01.1616); - епископ Антонио Говеа (19.08.1611 — 1651); - епископ Гереон Отто фон Гутманн цу Зоберхейм (13.07.1616 — 25.09.1638); | - епископ Стефано Джузеппе Менатти (28.10.1686 — 18.09.1694) — назначен епископом Комо; - епископ Джованни Доминики Томати (30.03.1700 — 23.03.1711); - епископ Prospero Marefoschi (1.06.1711 — 3.02.1721) — назначен титулярным архиепископом Цезарии Каппадокийской; - епископ Николас-Ксавьер Сантамирие (16.09.1726 — 26.08.1776); - епископ Пьер Луиджи Галлетти (28.09.1778 — 13.12.1790); - епископ Симоне де Магистрис (27.02.1792 — 6.10.1802); - епископ Марцин Шеменьский (8.03.1816 — 27.09.1831); - епископ Антонио Ганци (20.12.1867 — 28.07.1878); - епископ Акилле Ринальдини (28.02.1879 — 17.12.1880); - епископ Пьетро Каппеллари (6.05.1881 — 20.08.1901); - епископ Луи-Назер Бежен (22.03.1892 — 12.04.1898) — назначен архиепископом Квебека; - епископ Феличе Джиальдини (28.11.1898 — 23.11.1903); - епископ Аурелио Брианте (23.07.1904 0 18.07.1929); - епископ Аман-Теофил-Жозе Легран (9.11.1929 — 10.04.1937); - епископ Джеймс Фрэнсис Макинтайр (16.11.1940 — 20.07.1946) — назначен вспомогательным епископом архиепархии Нью-Йорка; - епископ Антонио де Томмасо (8.02.1947 — 2.03.1956); - епископ Валерьен Беланже (16.03.1956 — 19.02.1983); - вакансия. |  |

## Источник
- Pius Bonifacius Gams, Series episcoporum Ecclesiae Catholicae, Leipzig 1931, стр. 462
- Michel Lequien, Oriens christianus in quatuor Patriarchatus digestus, Parigi 1740, Tomo II, coll. 621—624 (лат.)